# Ludlow (geologia)
| System                         | Oddział  | Piętro   | Wiek (mln lat) |
| ------------------------------ | -------- | -------- | -------------- |
| Dewon                          | Dolny    | lochkow  | młodsze        |
| Sylur                          | przydol  | przydol  | 423–419,2      |
| Sylur                          | ludlow   | ludford  | 425,6–423      |
| Sylur                          | ludlow   | gorst    | 427,4–425,6    |
| Sylur                          | wenlok   | homer    | 430,5–427,4    |
| Sylur                          | wenlok   | szejnwud | 433,4–430,5    |
| Sylur                          | landower | telicz   | 438,5–433,4    |
| Sylur                          | landower | aeron    | 440,8–438,5    |
| Sylur                          | landower | ruddan   | 443,8–440,8    |
| Ordowik                        | Późny    | hirnant  | starsze        |
| Podział według IUGS, luty 2017 |          |          |                |

Ludlow (ang. Ludlow)
- w sensie geochronologicznym - trzecia epoka syluru, trwająca około 4,4 milionów lat (od 427,4 ± 0,5 do 423,0 ± 2,3 mln lat temu). Ludlow dzieli się na dwa wieki: gorst i ludford.

- w sensie chronostratygraficznym - trzeci oddział syluru. Nazwa pochodzi od miasta Ludlow (w zachodniej Anglii). Ludlow dzieli się na dwa piętra: gorst i ludford.